# Plains Art Museum

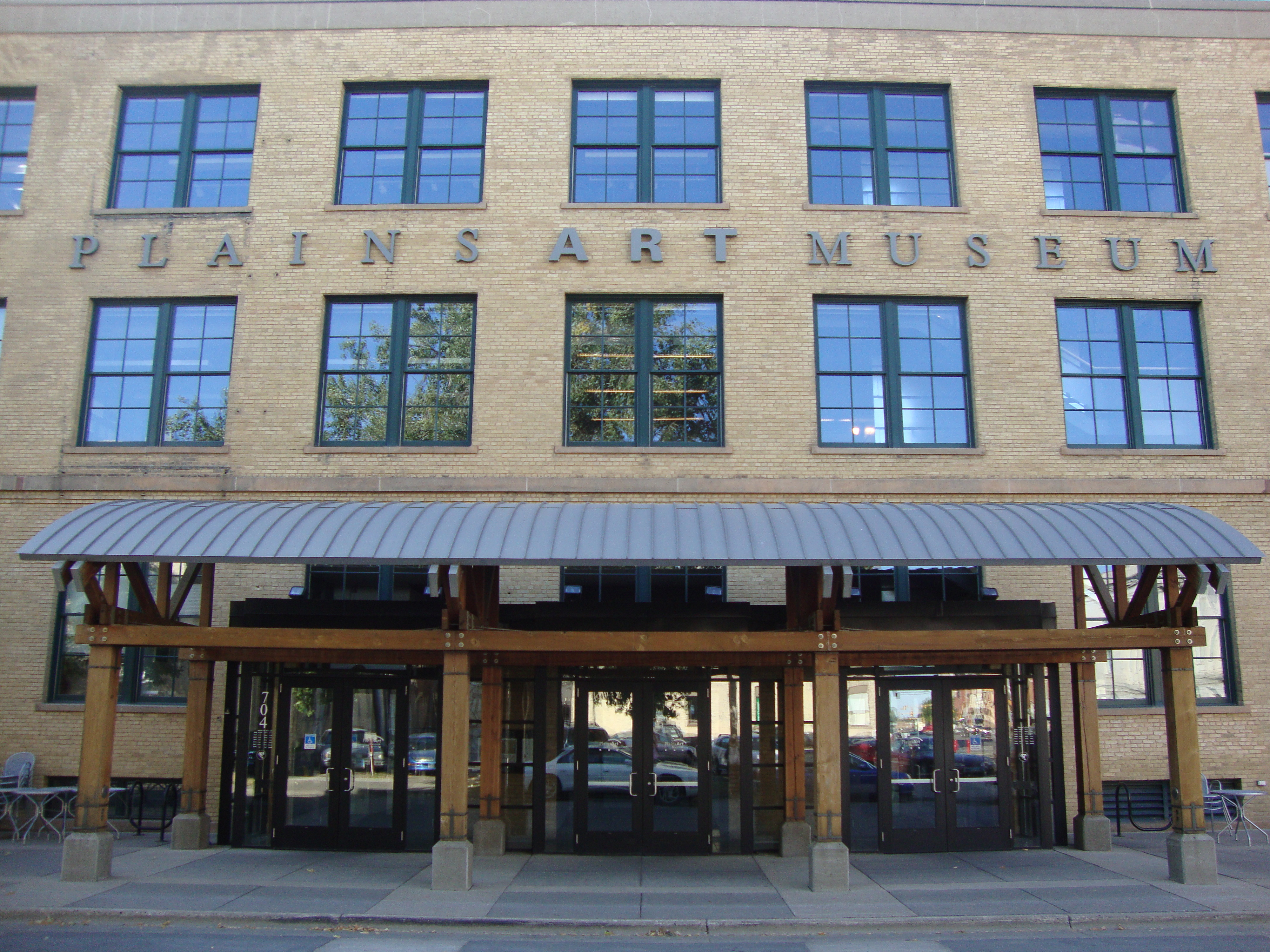
Das Plains Art Museum in Fargo

Das Plains Art Museum ist ein Kunstmuseum in Fargo. Es wurde 1965 als Red River Art Center gegründet und erhielt zehn Jahre später seinen heutigen Namen. Die Sammlung des Museums umfasst 3000 Werke. Diese repräsentieren sowohl amerikanische und regionale zeitgenössische Kunst als auch indianische Kunst. Das Museumsgebäude ist das ehemalige International Harvestor-Warenhaus, das aus der Zeit Ende des 19. Jahrhunderts stammt. Das Plains Art Museum gehört zu den rund 750 von der American Association of Museums akkreditierten Museen.

## Geschichte
Im Jahr 1965 wurde in Moorhead, Minnesota, der Nachbarstadt Fargos mit dem die Stadt ein zusammenhängendes Stadtgebiet bildet, das Red River Art Center gegründet. Als Museumsgebäude wurde das alte Post Office genutzt. Nach zehn Jahren, 1975, wurde das Red River Arts Center mit der Rourke Art Gallery vereinigt, und erhielt den Namen Plains Art Museum. Nachdem der Gründungsdirektor James T. O’Rourke 1987 das Museum verlassen hatte, wurden das Plains Art Museum wieder von der Rourke Art Gallery getrennt und beide Institutionen wurden erneut unabhängig. Das Museumsgebäude in der Innenstadt Moorheads wurde 1996 geschlossen, im Oktober 1997 folgte dann die Wiedereröffnung in einem renovierten Warenhaus des ausgehenden 19. Jahrhunderts in Fargo.

## Architektur
Das Warenhaus International Harvestor wurde Ende des 19. Jahrhunderts gebaut. Bevor das Plains Art Museum 1997 dort öffnete, wurde es nach Plänen des Architekturbüros Hammel, Green and Abrahamson renoviert. Das Gebäude hat eine Fläche von 56.000 Quadratmetern. Es bietet nicht nur Ausstellungsfläche, sondern beheimatet auch das Hannaher’s Print Studio, das Dawson Studio, das Café Muse, den Museumsladen, die Goldberg Resource Library. Weiterhin verfügt das Plains Art Museum über eine zweieinhalb Stockwerke hohe Projektionswand und Veranstaltungsräume.

## Sammlung
Die Sammlung umfasst 3000 Kunstwerke mit einem Schwerpunkt auf der Modernen und Zeitgenössischen Kunst. So besitzt das Museum Werke von Star Wallowing Bull, David P. Bradley, William Wegman und Walter Piehl. Weiterhin gibt es Werke von Mary Cassatt, Andy Warhol, Salvador Dalí, George Morrison und James Rosenquist. Ein weiterer Sammlungsteil des Plains Art Museum Werke indianischer Kunst.

## Ausstellungen
- 2006: Jaune Quick-to-See Smith. Made in America